# Quỹ (phi lợi nhuận)
Một Quỹ phi lợi nhuận (còn gọi là Quỹ từ thiện) là một loại pháp nhân của tổ chức phi lợi nhuận sẽ thường tặng tiền và hỗ trợ cho các tổ chức khác hoặc cung cấp các nguồn kinh phí riêng của mình cho mục đích từ thiện. Kiểu tổ chức phi lợi nhuận này khác với quỹ tư nhân thường được cấp vốn bởi một cá nhân hoặc gia đình.

## Mô tả
Một trong những đặc điểm của các pháp nhân tồn tại dưới tình trạng của các "Quỹ" là có sự đa dạng rộng về cấu trúc và mục đích. Tuy nhiên, có một số yếu tố cấu trúc phổ biến là người đầu tiên quan sát dưới sự giám sát pháp luật hoặc phân loại.
- Các yêu cầu pháp lý theo sau thành lập
- Mục đích của quỹ
- Hoạt động kinh tế
- Các quy định giám sát và quản lý
- Các quy định kế toán và kiểm toán
- Quy định cho việc sửa đổi quy chế hoặc các sản phẩm thành lập công ty
- Quy định việc giải thể của pháp nhân
- Tình trạng thuế của các nhà tài trợ doanh nghiệp và tư nhân
- Tình trạng thuế của quỹ

Một số các bên trên phải được, trong hầu hết các khu vực pháp lý, thể hiện trong tài liệu của cơ sở. Những người khác có thể được cung cấp bởi cơ quan giám sát tại mỗi thẩm quyền cụ thể.

## Cơ sở pháp luật dân sự
Thuật ngữ "quỹ", nói chung, được sử dụng để mô tả một thực thể pháp lý riêng biệt.
Các quỹ như các tổ chức hợp pháp (pháp nhân) và/hoặc cá nhân hợp pháp (thể nhân), có thể có một sự đa dạng của các hình thức và có thể làm theo các quy định khác nhau tùy thuộc vào thẩm quyền mà họ được tạo ra.
Trong một số khu vực pháp lý, một nền tảng có thể có được của nó tính cách pháp lý khi nó được nhập vào trong một đăng ký công cộng, trong khi ở các nước khác một nền tảng có thể có được tư cách pháp nhân của hành động chỉ tạo ra thông qua một tài liệu cần thiết. Không giống như một công ty, cơ sở không có cổ đông, mặc dù họ có thể có một hội đồng quản trị, lắp ráp và các thành viên bỏ phiếu. Một nền tảng có thể giữ tài sản trong tên riêng của mình cho các mục đích đặt ra trong các tài liệu cấu thành của nó, và quản lý và hoạt động của nó được thực hiện theo quy chế hoặc các sản phẩm của hiệp hội chứ không phải là ủy thác nguyên tắc. Các cơ sở có một tài sản di sản riêng biệt độc lập người sáng lập.
Các quỹ thường được thiết lập cho từ thiện mục đích mục đích, di sản gia đình và tập thể.

### Phần Lan
Cơ sở ở Phần Lan phải có sự chấp thuận của nhà nước và đăng ký tại Hội đồng quốc gia của Bằng sáng chế và đăng ký trong thời hạn sáu tháng kể từ sáng tạo của nó. Một vốn tối thiểu là 25.000 € là bắt buộc. Nền tảng có thể được tạo ra với bất cứ mục đích pháp lý và có thể có hoạt động kinh tế nếu điều này được quy định trong Nội quy của nó và các doanh nghiệp hỗ trợ mục đích của nền tảng.

### Pháp
Không có nhiều cơ sở so với phần còn lại của châu Âu. Trong quản lý hành chính, thực tế đòi hỏi phải có tối thiểu 1 triệu €. Người đại diện có một chỗ ngồi bắt buộc trong Hội đồng.

### Đức
Quy định của Đức cho phép việc tạo ra bất kỳ nền tảng cho mục đích công cộng hay tư nhân, phù hợp với các khái niệm về "một gemeinwohlkonforme Allzweckstiftung. Hoạt động thương mại không nên là mục đích chính của nền tảng, nhưng họ được phép, nếu điều này phục vụ mục đích chính. Không có vốn tối thiểu bắt đầu, mặc dù trong thực tế ít nhất là € 50.000 được coi là cần thiết.
Một quỹ ở Đức có thể là vì từ thiện hoặc phục vụ lợi ích tư nhân. Quỹ từ thiện được miễn thuế và đồng thời có thể được tham gia vào các hoạt động thương mại, nếu chỉ một phần hoạt động thương mại của quỹ bị đánh thuế. Một quỹ gia đình (phục vụ lợi ích tư nhân) chịu đánh thuế giống như bất kỳ thực thể pháp lý nào khác. Không cần sự đăng ký tại trung tâm ở các quy định của Đức.
Chỉ có quỹ từ thiện chịu sự giám sát của cơ quan nhà nước. Cơ sở gia đình không chịu giám sát sau khi thành lập. Tất cả các loại hình đều có cơ sở để thực hiện, tuy nhiên, nếu quỹ có mục đích chống Hiến pháp thì sẽ bị loại bỏ. Quỹ được giám sát bởi chính quyền địa phương trong mỗi tiểu bang (Bundesland), do thực tế là mỗi bang có quyền lập pháp độc quyền trong luật quản lý quỹ.
Ngược lại với nhiều nước khác, pháp luật Đức cho phép quỹ được bảo trợ thuế, trừ việc phân phối đến 1/3 lợi nhuận của mình để sáng lập và tiếp theo đến thân nhân của người sáng lập, nếu họ là người nghèo, hoặc để bảo trì của ngôi mộ của người sáng lập. Những lợi ích này là đối tượng chịu thuế.
{{| 2008}}, có khoảng 15.000 quỹ ở Đức, khoảng 85% trong số đó là quỹ từ thiện. Đáng chú ý là hơn 250 quỹ từ thiện của Đức đã tồn tại hơn 500 năm, lâu đời nhất là từ năm 1509. Mặc dù có rất nhiều quỹ từ thiện, cũng có các tập đoàn lớn của Đức thuộc sở hữu của quỹ, ví dụ như Bertelsmann, Carl Zeiss AG hoặc Lidl.
Quỹ là các nhà cung cấp chính của học bổng (Stipendien) cho học sinh Đức.

### Ý
Ở Ý, một quỹ là một chủ thể phi lợi nhuận tư nhân và tổ chức tự trị, tài sản của nó phải được dành riêng cho một mục đích thành lập bởi người sáng lập. Người sáng lập không thể nhận được bất kỳ lợi ích từ quỹ hay sở hữu lại các tài sản ban đầu. Các luật tư hoặc các quy định về luật dân sự, trong phần về các chủ thể phi thương mại thuộc cuốn sách đầu tiên (Libro Primo) của Bộ luật Dân sự Luật (Codice Civile) từ năm 1942. Nghệ thuật. 16 CC thiết lập quy chế thành lập phải có tên, mục đích, tài sản của nó, chỗ ở, các cơ quan hành chính và các quy định, và các khoản tài trợ sẽ được phân phối như thế nào. Người sáng lập phải viết một tờ khai về ý định bao gồm một mục đích và tài sản gửi vào quỹ cho mục đích đó. Tờ khai này có thể được dùng như một chứng thư có công chứng. Để có được tư cách pháp nhân, quỹ phải đăng ký trong sổ đăng ký pháp lý của Prefettura mỗi chính quyền địa phương hoặc một số trường hợp, các cơ quan khu vực. Có một số những điều kiện khác theo các yêu cầu tùy vào mục đích của mỗi nền tảng và lĩnh vực hoạt động.

### Hà Lan
Xem Quỹ tư nhân ở Hà Lan.

### Tây Ban Nha
Quỹ ở Tây Ban Nha là các tổ chức được thành lập với mục đích không tìm kiếm lợi nhuận và phục vụ nhu cầu chung của công chúng. Các quỹ này có thể được thành lập bởi các cá nhân hoặc của công chúng. Những quỹ này có tính pháp lý độc lập, riêng biệt từ người sáng lập của họ. Các quỹ phục vụ nhu cầu chung của công chúng với hình thức một di sản, mà cụ thể là quỹ dịch vụ công cộng và có thể người sáng lập sẽ không được phân phối lại lợi ích từ nó.

### Thụy Điển
Một quỹ ở Thụy Điển (Stiftelse) là một chủ thể pháp lý mà không có chủ sở hữu. Nó được hình thành bởi một bức thư gửi tặng, từ một người sáng lập quyên góp quỹ hoặc tài sản được quản lý, cho một mục đích cụ thể. Khi mục đích là vì lợi ích công cộng, một quỹ có thể hưởng các vấn đề về thuế một cách thuận lợi. Một quỹ có thể có mục đích đa dạng, bao gồm nhưng không giới hạn về lợi ích công cộng, mục đích nhân đạo, văn hóa, tôn giáo, tập thể, gia đình, hoặc đơn giản là quỹ mang tính chính trị. Thông thường, sự giám sát của một quỹ được thực hiện bởi chính quyền quận nơi xác lập, tuy nhiên, quỹ lớn phải được chấp nhận đăng ký của Hội đồng quản trị hành chính Quận (CAB), mà còn phải giám sát việc quản lý quỹ.
Các văn bản pháp luật chính về quản lý quỹ ở Thụy Điển là Đạo luật Quỹ (1994:1220) và Quy chế cho Quỹ (1995:1280).

## Các quỹ trong Thông luật

### Canada
Theo Luật Canada, các quỹ có thể là công cộng hoặc tư nhân, nhưng cả hai đều là tổ chức từ thiện. Các quỹ có chung mục đích: từ thiện

### Ireland
Pháp luật không quy định bất kỳ hình thức đặc biệt cho một tổ chức ở Ai-len. Thông thường nhất, cơ sở công ty bị giới hạn bởi bảo đảm hay tin tưởng. Một nền tảng có thể có được một số đăng ký tổ chức từ thiện từ Ủy Doanh thu có được giảm thuế như xa như họ có thể được xem xét theo quy định của pháp luật về tổ chức từ thiện, tuy nhiên, từ thiện tình trạng không tồn tại ở Ai-len. Các định nghĩa thường được áp dụng là từ các trường hợp Pemsel của luật học tiếng Anh (1891) và Luật Thuế thu nhập Ailen 1967.
Tin tưởng không có tư cách pháp nhân và các công ty có được tư cách pháp lý của họ qua những luật lệ Công ty và các văn bản yêu cầu thành lập công ty. Cơ sở không bắt buộc phải đăng ký với bất kỳ cơ quan công cộng.

### Jersey
Các Quốc gia của Jersey đang xem xét giới thiệu cơ sở pháp luật loại dân vào pháp luật của nó. Một bài báo tham khảo ý kiến trình bày một cuộc thảo luận chung về cơ sở đã được đưa ra cho chính phủ Jersey liên quan đến khả năng này.
thông qua các tiểu bang Jersey 22 Tháng 10 2008 - Cơ sở (Jersey) Luật 200 -

### Anh Quốc
Tại Anh, từ "nền tảng" đôi khi được sử dụng trong tiêu đề của tổ chức từ thiện, như trong Quỹ Tim mạch Anh và Fairtrade Foundation Mặc dù vậy, thuật ngữ này không thường được sử dụng trong luật pháp Anh, và (không giống như trong các hệ thống pháp luật dân sự) thuật ngữ này không có ý nghĩa chính xác. Thay vào đó, khái niệm về tin tưởng từ thiện được sử dụng (ví dụ, Wellcome Trust).

### Hoa Kỳ
Tại Hoa Kỳ, nhiều tổ chức nhân đạo và từ thiện được coi là các quỹ. Tuy nhiên, Luật Thuế phân biệt giữa quỹ tư nhân (thường được tài trợ bởi một gia đình, cá nhân, hoặc công ty) và các tổ chức từ thiện công cộng (quỹ cộng đồng hoặc các nhóm phi lợi nhuận khác huy động tiền từ công chúng nói chung). Trong khi họ cung cấp các nhà tài trợ kiểm soát nhiều hơn cho từ thiện, quỹ tư nhân có những hạn chế và lợi ích về thuế ít hơn các tổ chức từ thiện công cộng.

## Nghe thêm
- Joan Roelofs, Bàn tay vô hình của Chủ nghĩa tư bản doanh nghiệp, ghi tại Trường đại học Hampshire, 18 tháng tư 2007. Lưu trữ ngày 31 tháng 10 năm 2007 tại Wayback Machine